# .tn

Przydział przestrzeni adresowej IPv4 (Tunezja)

.tn – domena internetowa przypisana od roku 1991 do Tunezji i administrowana przez Agence tunisienne d'Internet.

## Domeny drugiego poziomu
- com.tn
- ens.tn
- fin.tn
- gov.tn
- ind.tn
- intl.tn
- nat.tn
- net.tn
- org.tn
- info.tn
- perso.tn
- tourism.tn
- edunet.tn
- rnrt.tn
- rns.tn
- rnu.tn
- mincom.tn
- agrinet.tn
- defense.tn